# Barichneumon tanakai
Barichneumon tanakai là một loài tò vò trong họ Ichneumonidae.